# Cristian Savani
Cristian Savani (* 22. února 1982) je italský volejbalista, který hraje na postu přihrávajícího smečaře. Od roku 2013 působí v čínské nejvyšší soutěži.
Za italskou reprezentaci odehrál 184 zápasů a získal dva tituly mistra Evropy. Jako kapitán dovedl Italy k bronzové medaili na londýnské olympiádě, kde byl vyhlášen nejlépe podávajícím hráčem turnaje. Také vyhrál s národním týmem Memoriál Huberta Wagnera v roce 2011 v Katovicích, kde byl zvolen nejužitečnějším hráčem. S klubem M. Roma Volley vyhrál Pohár CEV 2008, s Lube Macerata se stal roku 2012 italským mistrem.